# 클럽 콜라

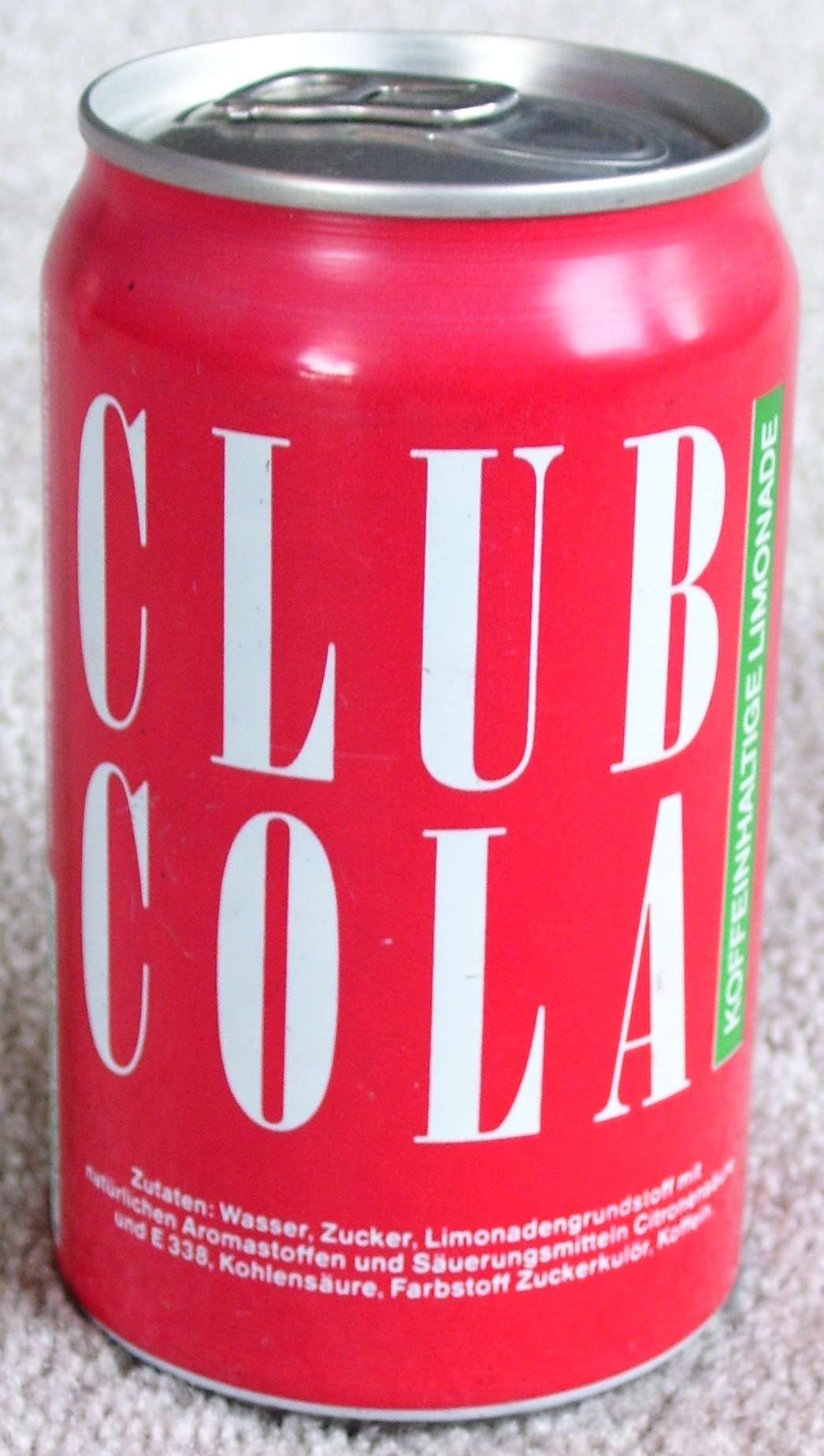
1993년, 독일의 재통일 후 클럽 콜라의 캔.

클럽 콜라(Club Cola)는 동독에서 한때 매우 인기에 있었던 콜라음료로 코카콜라와 맛과 외관이 유사했던 콜라 음료였다.

## 역사
첫 번째 클럽 콜라는 1967년 4월 19일 베를린에서 만들어졌다. 클럽콜라는 원래 독일 사회주의통일당 그리고 다른 정치 조직의 요구에 의하여 제조되었다. 1972년 봄, 이 청량 음료는 정정 당당히 라이프치히에서 "gold in the category soft drinks"상을 수여받았다. 이 음료는 동독 시민에게 아주 대중적인 인기를 누렸다.

## 현재의 클럽 콜라
동독에서 판매되었던 청량 음료 이름을 댄 "클럽콜라"는 오늘날에도 독일에서 구매할 수 있다. 음료와 동일한 조리법에 따르면 이전 상표 소유자가 파산할 때 원래 공식이 1990년에 분실되었기 때문에 만들어지지 않는다. 그러나 맛이 원래 클럽 콜라와 아주 유사하다는 데에 일반적으로 동의한다.